# Park Narodowy Krasu Węgierskiego
Park Narodowy Krasu Węgierskiego (węg. Aggteleki Nemzeti Park) – park narodowy położony w północnej części Węgier przy granicy ze Słowacją. Od 1985 r. stanowi park narodowy, który chroni przede wszystkim zjawiska krasowe. Węgierską nazwę przejął od nazwy miejscowości Aggtelek.
W 1995 r. jaskinie Parku Narodowego Krasu Węgierskiego oraz Parku Narodowego Kras Słowacki zostały zapisane na liście światowego dziedzictwa UNESCO (wpis został rozszerzony w 2000 r. o Dobszyńską Jaskinię Lodową w Słowackim Raju).

## Jaskinie Krasu Węgierskiego wpisane na listę dziedzictwa UNESCO
- Jaskinia Baradla (wpis jako System jaskiń Baradla-Domica)
- Jaskinia Béke
- Jaskinia Kossuth
- Jaskinia Meteor
- Jaskinia Rákóczi 1
- Jaskinia Rákóczi 2
- Jaskinia Rejtek-szomboly
- Jaskinia Szabadság
- Jaskinia Vass Imre
- Jaskinia Vecsem-bűkki-szomboly